# 高松町 (岡山県)
高松町（たかまつちょう）は、かつて岡山県吉備郡にあった町である。1971年（昭和46年）1月8日に岡山市に編入され廃止された。現在は同市北区の高松地域となっている。同町の町制前の名称である賀陽郡・吉備郡高松村（たかまつむら）についても述べる。

## 歴史
古くは備中国賀陽郡板倉郷・生石郷・足守郷と都宇郡加茂郷のそれぞれ一部を形成していたが、「高松」の地名はまだ現れていなかった。1870年（明治3年）、江戸時代に中島村と称されていた高松城付近の地名が、正式に高松村となった。
1875年（明治8年）、大崎村・平山村・和井元村・高松村・原古才村・稲荷村・立田村が合併して高松村をつくったが1881年（明治14年）に分村。1889年（明治22年）の町村制施行で7村が再び合併して高松村が発足し、1915年（大正4年）には町制施行して高松町となった。
1930年（昭和5年）10月16日、県内で陸軍特別大演習が開かれる。町内に長良野外統監部が設置され、昭和天皇が行幸。演習後は県立高松農学校への視察も行なわれた。岡山駅 - 稲荷駅間でお召し列車が運行。
1951年（昭和26年）頃から吉備郡高松町・真金町・生石村と都窪郡加茂村との間で合併気運が高まり、真金町を除く3町村が合併して1955年（昭和30年）に新・高松町が発足した。その後、真金町は1957年（昭和32年）2月に県知事から高松町への合併勧告を受け、1960年（昭和35年）2月まで合併協議が続けられた結果、同年4月1日に高松町へ編入し、吉備郡高松町吉備津と改称した。
1971年1月8日、高松町は岡山市に編入合併され、稲荷・田中・原古才の3大字は「高松」を冠した上で他の17大字とともに同市の大字に継承された。

### 沿革
- 1889年（明治22年）6月1日 町村制施行。
  - 大崎村・平山村・和井元村・高松村・原古才村・稲荷村・立田村が合併して賀陽郡高松村が発足。
  - 下土田村・門前村・小山村・三手村・高塚村・福崎村・田中村が合併して賀陽郡生石村が発足。
  - 賀陽郡真金村が発足。
  - 津寺村・加茂村・新庄上村・新庄下村・惣爪村が合併して都宇郡加茂村が発足。
- 1900年（明治33年）4月1日 賀陽郡と下道郡が合併して吉備郡に、都宇郡と窪屋郡が合併して都窪郡になった。
- 1904年（明治37年）11月15日 中国鉄道吉備線が開業。吉備津駅・稲荷駅（現・備中高松駅）・足守駅が設置される。
- 1911年（明治44年）5月1日 中国鉄道稲荷山線が開業。平山停留場・稲荷山駅が設置される。
- 1915年（大正4年）11月10日 吉備郡高松村が町制施行して高松町が発足。
- 1944年（昭和19年）1月10日 中国鉄道稲荷山線廃止。
- 1955年（昭和30年）1月1日 吉備郡高松町・生石村と都窪郡加茂村が合併して新・高松町が発足。
- 1960年（昭和35年）4月1日 吉備郡真金町を編入。
- 1971年（昭和46年）1月8日 高松町が岡山市に編入される。